# Philonthus cruentatus
Philonthus cruentatus är en skalbaggsart som först beskrevs av Gmelin 1790.  Philonthus cruentatus ingår i släktet Philonthus, och familjen kortvingar. Arten är reproducerande i Sverige.